# Mauro Guevgeozián
Mauro Guevgeozián, vollständiger Name Mauro Guevgeozián Crespo, (* 10. Mai 1986 in Montevideo) ist ein uruguayisch-armenischer Fußballspieler.

## Karriere

### Verein
Der 1,82 Meter große Offensivakteur Guevgeozián gehörte zu Beginn seiner Karriere von 2004 bis Mitte 2007 der Mannschaft von Centro Atlético Fénix an, für die er in den Saisons 2004 und 2005 jeweils in einer Partie (kein Tor) und in der Spielzeiten 2005/06 in vier (zwei Tore) Begegnungen der Primera División auflief. Anschließend war Guevgeozián in der zweiten Jahreshälfte 2007 auf Leihbasis beim FC Pjunik Jerewan in Armenien aktiv, bei dem er auch ein Champions-League-Spiel bestritt und Armenischer Meister wurde. In den ersten sechs Monaten des Jahres 2008 stand er im Rahmen eines weiteren Leihgeschäfts in Reihen des Club Sportivo Cerrito. Anschließend kehrte er für die Saison 2008/09 zu Fénix zurück. Dort wurde er mit 19 Saisontreffern Torschützenkönig der Segunda División. Im Juli 2009 wechselte er zu Everton de Viña del Mar. Beim Klub aus der chilenischen Hafenstadt Viña del Mar wirkte er in 43 Ligabegegnungen (kein Tor) der Primera División mit und schoss 15 Tore. Ab Anfang Februar 2012 wurde Guevgeozián an den Club Atlético Peñarol ausgeliehen. Bei den „Aurinegros“ kam er jedoch lediglich in der Clausura 2011 zu je zwei persönlich torlosen Einsätzen in der höchsten uruguayischen Spielklasse sowie der Copa Libertadores 2011. Ab der Clausura 2012 gehörte er wieder dem Kader von Fénix an. Für die Montevideaner traf er saisonübergreifend 17-mal bei 28 Erstligaeinsätzen ins gegnerische Tor. Im Januar 2013 schloss Guevgeozián sich leihweise dem Club Libertad an. Bei den Paraguayern wirkte er in acht Ligaspielen und vier Partien der Copa Libertadores 2013 mit, konnte jedoch keinen Treffer erzielen. Im Juli 2013 verpflichtete ihn der peruanische Klub Alianza Lima mittels Leihtransfer. Er absolvierte in der Folgezeit 56 Erstligaspiele und 22 Partien in der Copa Inca. Dabei wird er 19- bzw. 10-mal als Torschütze geführt. Auch wurde er je zweimal (kein Tor) in Copa Sudamericana 2014 und der Copa Libertadores 2015 eingesetzt. Im Februar 2016 trat er ein bis in den Januar 2017 währendes Engagement bei Atlético Bucaramanga an. Dort stehen für ihn 23 Einsätze (elf Tore) in der Categoría Primera A und einer (kein Tor) in der Copa Colombia zu Buche. Seit Ende Januar 2017 ist der Club Atlético Temperley sein Arbeitgeber. Für die Argentinier bestritt er 16 Ligaspiele (sieben Tore). Im Juli 2017 wechselte er zu den Newell’s Old Boys. Weitere Stationen waren CA Belgrano, Gimnasia y Esgrima La Plata und CA Temperley. Die Saison 2020 verbrachte er dann in Peru beim Erstligisten UTC aus der Stadt Cajamarca. Seit 2021 steht er beim Ligarivalen Carlos A. Mannucci unter Vertrag und wurde von dort Anfang 2022 an die Sport Boys verliehen.

### Nationalmannschaft
Guevgeozián war Mitglied der armenischen A-Nationalmannschaft und kam im Mai 2014 in zwei Testspielen gegen die Vereinigten Arabischen Emirate (4:3) und Algerien (1:3) zum Einsatz.

### Erfolge
- Armenischer Meister: 2007
- Torschützenkönig der uruguayischen Segunda División: 2008/09 (18 Tore)
- Copa Inca: 2014